# Greatest Hits II (албум групе Queen)
 (срп. Највећи хитови II) други је компилацијски албум британске рок групе Queen, који је 28. октобра 1991. објавио EMI и Parlophone у Европи и Hollywood Records у САД. Албум се састојао од највећих хитова групе Queen између 1981. и 1991. године, од на врху британске топ листе "Under Pressure" до "The Show Must Go On".
Компилација Greatest Hits II достигла је прво место на листи UK Albums Chart и десети је најпродаванији албум у Уједињеном Краљевству са продајом од 3,9 милиона примерака до 2014. године. Седми је најпродаванији албум у Њемачкој, тринаести најпродаванији албум у Француској и најпродаванији албум страног извођача у Финској. Акумулирана продаја (Greatest Hits II и Classic Queen за САД и Канаду заједно) премашује 25 милиона широм света.
Фреди Меркјури је дизајнирао грб на омоту албума, користећи астролошке знаке четири члана: два лава (Роџер Тејлор и Џон Дикон), једног рака (Брајан Меј) и једне девице (Меркјури).

## Списак песама
Неке нумере је за ЦД едитовао Дејвид Ричардс.